# Alsophis sanctonum
Alsophis sanctonum (тер-де-оський полоз) — вид змій родини полозових (Colubridae). Ендемік Гваделупи.

## Поширення і екологія
Тер-де-баські полози є ендеміками острова Тер-де-О в групі островів Ле-Сент. Вони живуть в напівлистяних лісах і мангрових заростях. іноді трапляються в садах.

## Збереження
МСОП класифікує цей вид як такий, що перебуває під загрозою зникнення. Alsophis sanctonum загрожує знищення природного середовища, хижацтво з боку інтродукованих щурів та можлива поява на острові інвазивних мангустів.